# サトキマダラヒカゲ
サトキマダラヒカゲ（里黄斑日陰蝶、Neope goschkevitschii）は、チョウ目（鱗翅目）タテハチョウ科ジャノメチョウ亜科に分類されるチョウの一種。

## 分布
日本固有種。北海道、本州（伊豆大島・淡路島を含む）、四国、九州（左記以外の離島を除く）に分布し、低地から低山地にかけてで普通に見られるが、森林周辺でのみ生息し、高山帯や都市化が進んだ地域では見られないが、標高1500mを越える山地に生息している場合もあり、ヤマキマダラヒカゲの分布域と重なることもある。なお、北海道ではヤマキマダラヒカゲの方が広く分布する。
亜種の分類はされておらず、本種はすべてが基亜種 goschkevitschii とされる。

## 特徴
黄褐色の地色に斑紋が入る。地色は表面の褐色が強く、裏面は黄土色に近い。夏型は色が濃くなる。
ヤマキマダラヒカゲと酷似し、前翅表面黄斑に入る黒点の数や後翅基部寄りに入る紋様の差異などで判別されるが、山地では生息地が重なる上に個体差も大きいため、判別は難しい。

## 生態
成虫は、暖地では 4〜9月の年2化、寒冷地・高地では 7〜8月のみの年1化。
暗いところを好み、樹の幹や壁面に好んで留まる。樹液や腐果を好み、吸蜜のために花を訪れることはない。雄は湿地で吸水する場合もある。静止時には常に翅を閉じる。
ジャノメチョウ亜科の中では飛翔は比較的すばやく、不規則に飛ぶ。
幼虫の食草はタケ・ササ類。蛹で越冬する。

## その他
学名のgoschkevitschiiはベラルーシ人の外交官ヨシフ・ゴシケーヴィチに由来する。